# Гимн Чада
Гимн Чада (фр. La Tchadienne) — государственный гимн Чада с момента получения независимости в 1960.
Гимн был написан для конкурса отцом-иезуитом Луи Гидролем и его студенческой группой из школы-интерната Святого Павла в Форт-Аршамбо (нынешний город Сарх). Музыку сочинил другой отец-иезуит, Поль Виллар. Гимн был принят в качестве официального государственного гимна Чада после обретения независимости от Франции в январе 1960 года
.

## Французский текст гимна
Peuple Tchadien, debout et à l’ouvrage!
Tu as conquis la terre et ton droit;
Ta liberté naîtra de ton courage.
Lève les yeux, l’avenir est à Toi.
O mon Pays, que Dieu te prenne en garde,
Que tes voisins admirent tes enfants.
Joyeux, pacifique, avance en chantant,
Fidèle à tes anciens qui te regardent.

## Арабский текст гимна — باللغة العربية
شعب تشاد قم إلي العمل 

إسترديت أرضاك وحقاك 

وحرياتك تولودك من شجاعتك 

إرفع عينيك فالمستقبل لك
يابلادي فليحفظك الله 

فليحفظ جيرانك وأبنائك أيه 

المحيط الساري تقدم وأنت تنشد 

وافيا لأسلافك الذين ينظرون إليك

## Транслитерация
`shyb tshad qum i’la l-amali
i’staraddayt a’rdhaak wa haqqaak
wa hurriyyatik tuludk min shuja`atik
i’rfa` `aynayk falmustaqbil lak
ya bilaadi fal yahfaz’ki Allah
fal yahfaz' jiraank wa’bnaa’k ayyuh'
almuhitu' us sari taqdim wa anti tunshid
wafiyan liaslafik alladhina yanzu’runa ilayk

## Русский перевод гимна
Народ Чада, вставай и за работу!
Ты завоевал землю и свои права;
Твоя свобода родится из твоей храбрости.
Подними глаза, будущее за Тобой.
О, моя Страна, пусть Бог тебя хранит,
Пусть соседи восхищаются твоими детьми.
Радостная, мирная, иди в будущее с песней,
Верная твоим предкам, что за тобой наблюдают.